# Mezja Dolna

Mapa Dacji i Mezji Dolnej w II–III wieku. Widoczne twierdze rzymskie nad Dunajem

Najazd Gotów na Mezję Dolną (250-251 r.)

VI wiek – prowincje Mezja I (Moesia Prima), Mezja II (Moesia Secunda) oraz wydzielone z niej: Dacia Ripensis i Scythia Minor

Mezja Dolna (łac. Moesia Inferior, znana także pod nazwą Ripa Thracia) – jedna z prowincji imperium rzymskiego.
Prowincja utworzona została w 86 roku przez cesarza Domicjana w drodze podziału istniejącej wcześniej prowincji Mezja na Mezję Dolną oraz Mezję Górną (Moesia Superior).
Granicę między nowo utworzonymi prowincjami ustalono na rzece Cibricy (łac. Ciabrus). Objęła terytoria na wschód od niej, na południe od Dunaju, do Morza Czarnego, stanowiące obecnie: północną Bułgarię (bez rejonu Widynia) oraz południowo-wschodnią część Rumunii – Dobrudżę wraz z Deltą Dunaju.

## Główne ośrodki
Stolicą prowincji zostało Tomis (współcześnie Konstanca). Rzymskie ośrodki militarne i miejskie znajdowały się m.in. w następujących miejscach:

### Dawne kolonie greckie
- Tomis (Konstanca)
- Odesos (Warna)
- Kallatis (Mangalia)
- Histria

### Municypia naddunajskie
- Durostorum (Silistra)
- Novae
- Troesmis
- Tropaeum Traiani

### Miasta trackie
- Marcjanopol (Dewnja)
- Nicopolis ad Istrum

### Inne
- Oescus (Gigen) – kolonia rzymska
- Abrittus (Razgrad)
- Noviodunum (Isaccea)

W Noviodunum swoją główną bazę miała Classis Flavia Moesica – flota rzymska, kontrolująca dolny Dunaj od przełomu tej rzeki poniżej Mostu Trajana – Żelaznej Bramy – po wybrzeże Morza Czarnego oraz wody morskie aż po Krym.

## Ważne wydarzenia
Wojny Rzymian z Dakami (wojny dackie) miały miejsce na przełomie I i II w. n.e. (Mezja była wówczas bazą wypadową dla legionów rzymskich przeprawiających się przez Dunaj): w latach 85-89 r. – wojna Domicjana oraz 101-105 r. – wojna Trajana, w wyniku której przejściowo granice Dolnej Mezji zostały poszerzone na północ od Dunaju o część Dacji (do roku 117).
Pod koniec II wieku, na początku panowania cesarza Septymiusza Sewera, do Mezji Dolnej włączono miasta przynależne wcześniej do Tracji: Nicopolis ad Istrum oraz Marcianopolis.
W 250 roku, wykorzystując konflikt wewnętrzny w cesarstwie, pogranicze Mezji Dolnej i Górnej oraz rzymską Dację zaatakowały dackie plemiona Karpów; w tym samym czasie Goci pod wodzą Kniwy wkroczyli do Mezji Dolnej. Kniwa został odparty spod Novae przez Treboniana Galla, przyszłego cesarza, i ruszył na południe, gdzie najpierw oblegał miasto Nicopolis ad Istrum (nad rzeką Rosicą, 18 km na północ od obecnego miasta Wielkie Tyrnowo w Bułgarii), a następnie, posuwając się jeszcze dalej na południe, dołączył do innego zgrupowania Gotów oblegających trackie Filipopolis (obecnie Płowdiw w Bułgarii). Cesarz Decjusz, który powrócił z armią nad Dunaj i wyparł Karpów, podążał za Gotami, lecz zaatakowany został przez gockie oddziały pod Beroeą. Rzymianie ponieśli klęskę i Decjusz tymczasowo wycofał się do Oescus, pozostawiając Gotom swobodę działania. Wkrótce potem Filipopolis poddało się oblegającym je barbarzyńcom.
Działania wojenne przeciwko Gotom wznowiono w 251, kiedy armia rzymska na czele z Decjuszem i jego synem Herenniuszem wyruszyła na barbarzyńców powracających nad Dunaj, gdzie cesarz nakazał wzmocnienie pozycji obronnych. Rzymianie pokonali kilka mniejszych oddziałów gockich, by potem dogonić główne siły pod Abrittus (obecny Razgrad w Bułgarii). Doszło do bitwy pod Abrittus, na niedogodnym dla Rzymian terenie, w której zwyciężyli Goci, a cesarz z synem zginęli na polu walki.
Szacowane na niespełna tysiąc ludzi niedobitki wycofały się dzięki pomocy Treboniana Gallusa, którego natychmiast obwołano nowym władcą. Trebonian  przyjął warunki Gotów, którym pozwolił na wycofanie się wraz z całym łupem; zobowiązał się ponadto do zapłaty rocznego trybutu w zamian za respektowanie przez Gotów granicy rzymskiej na Dunaju.
W 271 roku cesarz Aurelian odwołał z Dacji rzymską armię i ewakuował część ludności do nowej Dacji – Dacji Nabrzeżnej (Dacia Ripensis), utworzonej z zachodniej części obszarów Dolnej Mezji. Doszło tym samym do terytorialnego rozdziału (braku bezpośredniej granicy) pomiędzy Mezją Dolną a Górną.
Prowincja stała się wówczas narażona na ataki z północy: po wycofaniu się Rzymian część ziem Dacji (obecnej zachodniej Rumunii) znalazła się pod panowaniem Wizygotów i Gepidów.
Ok. 293 roku w ramach Reform Dioklecjana prowincja uległa kolejnemu podziałowi na Mezję II (Moesia Secunda) – na obecnych terytoriach Bułgarii oraz Scythia Minor – u ujścia Dunaju, na obecnych terytoriach Rumunii. Prowincje znalazły się w granicach Diecezji Tracja, utworzonej w ramach Prefektury Wschodu.
W 341 roku swoją misję chrystianizacyjną wśród naddunajskich Gotów rozpoczął Wulfila (nazywany potem apostołem Gotów; Wulfila był m.in. tłumaczem Biblii (Biblia gocka). Pod wpływem jego działalności Goci, początkowo skłonni przyjąć trynitaryzm, odrzucili tę doktrynę i stali się gorliwymi arianami. Po zakończeniu misji w 348 roku osiadł w Mezji, gdzie mieszkał do końca życia.
W 382 roku cesarz Teodozjusz I Wielki, wobec kolejnej fali najazdów i porażek militarnych Rzymu (kluczowa bitwa pod Adrianopolem w 378 roku, w której zginął cesarz Walens), po uzyskaniu chwilowej równowagi sił zawarł z Gotami porozumienie, na mocy którego mogli się osiedlić w granicach Cesarstwa, po południowej stronie Dunaju, w zamian za obronę jego granic. Wizygoci zostali w rezultacie foederati – sprzymierzeńcami Rzymu – osiedli w Dolnej Mezji, otrzymali szeroką autonomię, ale byli zobowiązani dostarczać cesarstwu żołnierzy, walczących jednak pod gockim dowództwem. Warunki te pozwoliły uspokoić sytuację na granicy; Teodozjusz zyskał wśród barbarzyńców duży autorytet, co sprawiło, że dotrzymywali zobowiązań do jego śmierci (zmarł w 395 roku).
W 395 roku, po podziale Cesarstwa Rzymskiego, terytoria Dolnej Mezji znalazły się pod zwierzchnictwem Cesarstwa Bizantyńskiego. W tym samym roku władzę na Wizygotami objął nowy król Alaryk I. Po zerwaniu porozumienia zawartego z Teodozjuszem poprowadził wojska przez Trację i Macedonię na kolejne ziemie i miasta bizantyńskie w Grecji: na Ateny, które zostały prawdopodobnie zdobyte i złupione, a następnie na położone w południowo-zachodniej Elis (skąd jednak Wizygoci wycofali się). Cesarz bizantyński Arkadiusz próbował przeciągnąć Alaryka na swoją stronę przez mianowanie go najwyższym zwierzchnikiem wojskowym w prowincji Illiricum – poprzez którą Wizygoci rozpoczęli ekspansję na zachód (ostatecznie zdobywając w 410 roku miasto Rzym).
W VI wieku z północy i z północnego wschodu napłynęła fala plemion słowiańskich, atakujących stąd bałkańskie prowincje Bizancjum, jak również osiedlających się w nich.